# أليكوس بيترولاس
أليكوس بيترولاس مواليد 2 يونيو 1978 في أثينا، هو لاعب كرة سلة يوناني. بدأ مسيرته الاحترافية في سنة 1997. يحمل الرقم 14. يبلغ طوله 6 قدم 7.5 بوصة (2.0 م).

## المسيرة الاحترافية
لعب مع نادي ماكدونيكوس لكرة السلة من سنة 2004 إلى 2006، ثم لعب مع بيريستيري في موسم 2015–2016، ثم لعب مع نادي بانلفسينياكوس لكرة السلة في سنة 2016.

## روابط خارجية
- أليكوس بيترولاس على موقع الدوري الأوروبي لكرة السلة (الإنجليزية)
- أليكوس بيترولاس على موقع كرة السلة الأوروبية.كوم (الإنجليزية)
- أليكوس بيترولاس على موقع ريلجم (الإنجليزية)
- أليكوس بيترولاس على موقع سبورتس رفرنس (الإنجليزية)